# Дряквенник
Дряквенник, или Додекатеон, или Двенадцатицветник (лат. Dodecatheon; от др.-греч. δώδεκα, dodeka — двенадцать и θεός, theos — бог) — род травянистых растений семейства Первоцветные (Primulaceae), распространённый в Северной Америке и на Чукотском полуострове.
Иногда род рассматривается как секция в составе рода Первоцвет (Primula subg. Auriculastrum sect. Dodecatheon).

## Ботаническое описание
Многолетние травянистые растения. Корни мочковатые, иногда в наличии луковички, обычно присутствуют корневища или стеблекорни. Стебли прямостоячие, простые. Листья простые, от линейных до овальных, собраны в прикорневую розетку; черешок более или менее крылатый.
Цветки одиночные или собраны в 2—25(125)-цветковый зонтик. Чашечка трубчатая, 4—5-раздельная. Венчик короткотрубчатый, от белого до розового или фиолетового; лопастей 4—5, неравные, сильно отогнутые вверх. Тычинок 5. Завязь яйцевидная или почти округлая; столбик нитевидный; рыльце малозаметное. Плод — продолговатая или цилиндрическая коробочка, открывается пятью верхушечными зубцами. Семена мелкие, от тёмно-коричневых до чёрных. x=22.

## Виды
Род (секция) включает 17 видов:
- Dodecatheon alpinum (A.Gray) Greene [=Primula tetrandra (Suksd.) A.R.Mast & Reveal]
- Dodecatheon amethystinum (Fassett) Fassett [=Primula fassettii A.R.Mast & Reveal]
- Dodecatheon austrofrigidum K.L.Chambers [=Primula austrofrigida (K.L.Chambers) A.R.Mast & Reveal]
- Dodecatheon clevelandii Greene [=Primula clevelandii (Greene) A.R.Mast & Reveal]
- Dodecatheon conjugens Greene [=Primula conjugens (Greene) A.R.Mast & Reveal]
- Dodecatheon dentatum Hook. [=Primula latiloba (A.Gray) A.R.Mast & Reveal]
- Dodecatheon ellisiae Standl. [=Primula standleyana A.R.Mast & Reveal]
- Dodecatheon frenchii (Vasey) Rydb. [=Primula frenchii (Vasey) A.R.Mast & Reveal]
- Dodecatheon frigidum Cham. & Schltdl. — Дряквенник холодолюбивый, или Дряквенник холодный [=Primula frigida (Cham. & Schltdl.) A.R.Mast & Reveal]
- Dodecatheon hendersonii A.Gray [=Primula hendersonii (A.Gray) A.R.Mast & Reveal]
- Dodecatheon jeffreyi Van Houtte [=Primula jeffreyi (Van Houtte) A.R.Mast & Reveal]
- Dodecatheon meadia L. — Дряквенник обыкновенный [=Primula meadia (L.) A.R.Mast & Reveal]
- Dodecatheon poeticum L.F.Hend. [=Primula poetica (L.F.Hend.) A.R.Mast & Reveal]
- Dodecatheon pulchellum (Raf.) Merr. [=Primula pauciflora (Durand) A.R.Mast & Reveal]
- Dodecatheon redolens (H.M.Hall) H.J.Thomps. [=Primula fragrans A.R.Mast & Reveal]
- Dodecatheon subalpinum Eastw. [=Primula subalpina (Eastw.) A.R.Mast & Reveal]
- Dodecatheon utahense (N.H.Holmgren) Reveal [=Primula utahensis (N.H.Holmgren) A.R.Mast & Reveal]